# 汪忠一

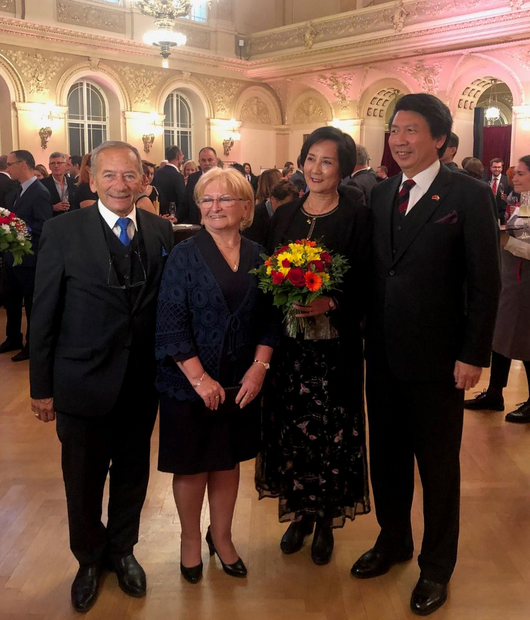
2019年10月，駐捷克代表汪忠一（右）夫婦與捷克參議院議長柯佳洛（左）夫婦合影於中華民國國慶酒會。

汪忠一（1955年—），中華民國情治機構首長、外交官。畢業於國立臺灣海洋大學海洋環境資訊學系學士、赴劍橋大學法律研究所進修，曾任駐美國臺北經濟文化代表處法務秘書、駐南非共和國大使館法務秘書、台灣省調查處新竹市調查站主任、法務部調查局秘書室主任、調查局公共事務室主任、調查局國際事務處長、調查局洗錢防制處長、調查局長、駐捷克臺北經濟文化辦事處大使銜代表等職務。

## 家族
汪忠一的姊姊汪忠甲，嫁給前交通部民用航空局航空醫務中心主任何邦立，而何邦立是前「黨國大老」、前國民大會秘書長、前總統府資政何宜武之子，何邦立在擔任航醫中心主任時，因非法任用不具醫師資格者而去職判刑。汪忠一的外甥女何之元，在1999年成為美國維吉尼亞軍校創立160年來首位女畢業生，改寫美国军校史。

## 職業生涯
汪忠一未經歷法務部調查局主任秘書、副局長等職務，直接由洗錢防制處長擔任局長，等同連跳2級，創下調查局首例。曾發掘國家安全局上校出納組長劉冠軍貪瀆案、新瑞都案等重大弊案。曾參加美國聯邦調查局（FBI）國家學院的訓練，堪稱最國際化的調查局長。FBI在美國56個外勤調查站均編制「策略伙伴協調員」，專責協助私人機構對抗商業间谍，汪忠一對此印象深刻，上任之後便要求效法FBI主動出擊，調查局在2015年辦理的肅貪案件中，企業主動告發的件數有67件，是過去平均值的6倍。
2019年3月，駐捷克代表汪忠一出席捷克工業暨貿易部國際貿易司舉辦的會談，卻遭到中華人民共和國駐捷克大使張建敏以捷克總統齊曼日後訪問中國行程要脅，迫使捷克工貿部委婉請汪忠一離席。捷克《經濟日報》於4月9日刊登汪忠一的專訪表示，台灣與捷克都有對抗超強鄰國的經驗，相信這起風波不至於影響兩國關係。捷克總理巴比斯也於4月10日表示，工貿部長諾娃科娃將離職。